# 런던 플라네타륨

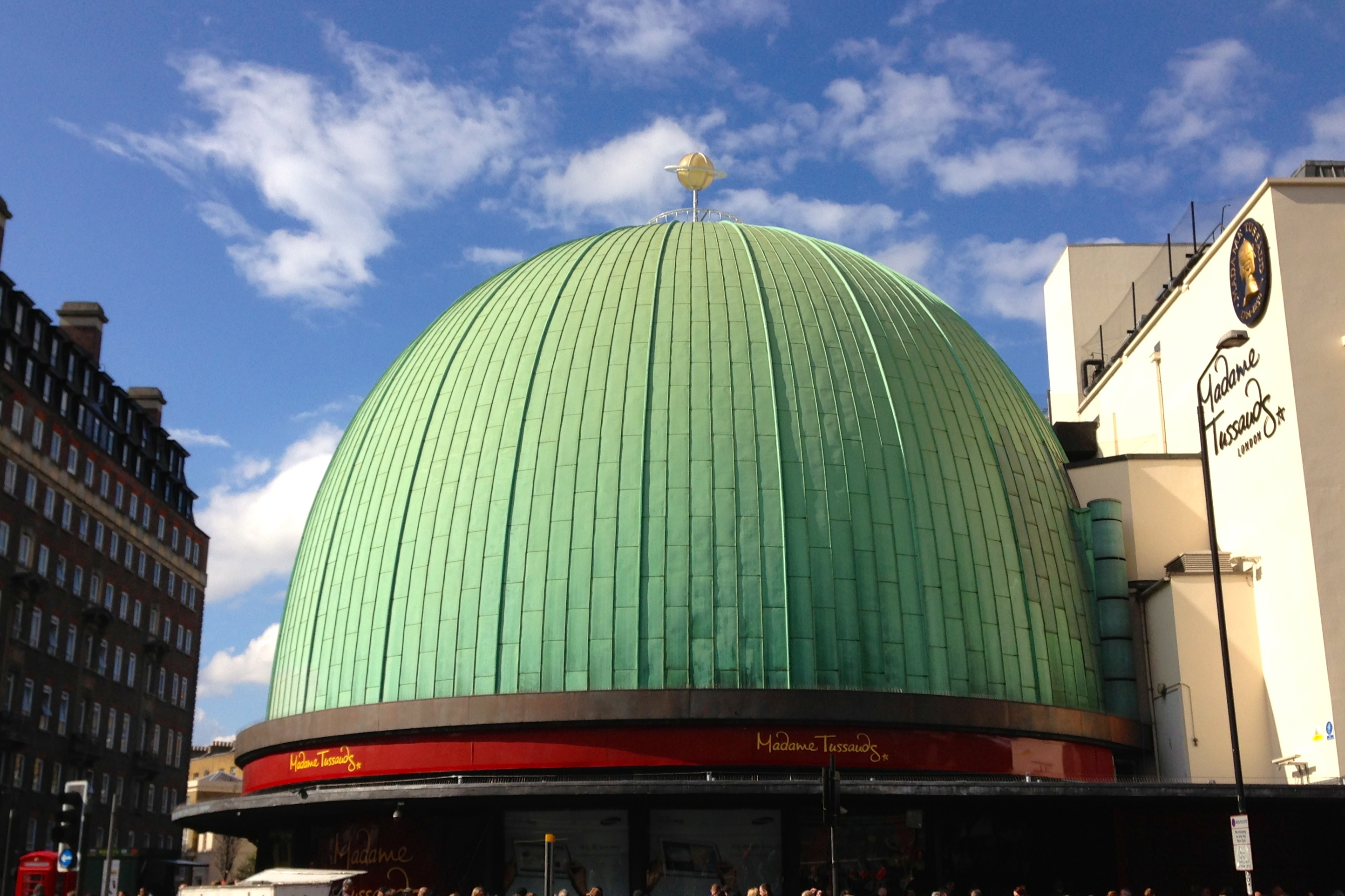

런던 플라네타륨(London Planetarium) 건물은 런던의 메릴본 로드(Marylebone Road)에 위치해 있다. 마담 투소(Madame Tussauds)와 인접해 있으며 소유하고 있다. 이전에는 우주 및 천문학과 관련된 쇼를 제공하는 천체투영관이 있었다. 2006년에는 별도의 명소로 폐쇄되었으며 마담 투소의 일부가 되었다. 2010년부터 이전에 런던 플라네타륨이 있던 건물은 마블 슈퍼 히어로즈 4D(Marvel Super Heroes 4D) 명소의 본거지가 되었다.

## 역사
런던 플라네타륨은 1958년 3월 19일 에딘버러 공작 필립 왕자에 의해 개장되었으며, 3월 20일 공개 프레젠테이션이 시작되었다. 이 극장은 제2차 세계대전 때 파괴된 영화관 부지를 차지했으며 직경 약 18m/60피트(18.29)의 수평 돔 아래 약 330명의 관객을 수용했다. 운영 첫 50년 동안 광기계식 스타 프로젝터인 자이스(Zeiss) 프로젝터 마크 IV(Mark IV)는 지구에서 본 밤하늘의 모습을 기반으로 한 쇼를 청중에게 제공했다. 1977년부터 1990년 사이에는 '레이저리움'이라는 저녁 레이저 공연이 열렸다.
1995년에 세계 최초의 디지털 플라네타륨 시스템 중 하나인 Digistar II가 450만 파운드의 재개발 작업에 설치되어 우주를 통한 단색 3D 여행과 기타 다양한 종류의 쇼를 선보일 수 있었다. 천문관은 유니버시티 칼리지 런던의 천문학과 학생들에게 천체 좌표계의 복잡성을 가르치는 데 사용되었으며, 이를 통해 천문관 팀과 UCL 직원이 제공하는 실용적인 강의가 가능해졌다.
2004년에 천문관은 사전 렌더링 및 실시간 쇼를 통해 관객을 몰입형 풀돔 비디오 환경에서 먼 시간과 공간의 영역으로 안내할 수 있는 풀 컬러 디지스타 3(Digistar 3) 시스템으로 업그레이드되었다.
2006년 1월, 프리랜서 저널리스트인 폴 서덜랜드(Paul Sutherland)는 런던 이브닝 스탠다드(London Evening Standard)에 런던 플라네타륨이 오디토리움(Auditorium)으로 이름이 바뀌고 천문학 프리젠테이션을 엔터테인먼트 쇼로 대체할 것이라는 소식을 전했다. 마담 투소는 2006년 7월에 유명 인사에 대한 아드먼 애니메이션의 쇼와 함께 강당이 개장할 것이라고 발표했다. 천문관에 '작별 인사'를 하기 위해 마담 투소는 두 번째 주(2006년 4월 24~30일)에 쇼에 무료 입장을 허용했다.